# باستين جايجر
باستين جايجر (26 فبراير 1985 بسيون في سويسرا - ) هو لاعب كرة قدم سويسري في مركز الدفاع. لعب مع نادي بيل-بيين ونادي سيون ونادي نوشاتل زاماكس.

## روابط خارجية
- باستين جيجير على موقع قاعدة بيانات كرة القدم.إي يو (الإنجليزية)
- باستين جيجير على موقع Soccerway.com (الإنجليزية)
- باستين جيجير على موقع عالم كرة القدم.نت (الإنجليزية)